# Edificio Olympia
El edificio y teatro Olympia está situado en la calle San Vicente número 44 de la ciudad de Valencia (España). Se trata de una edificación residencial plurifamiliar construida en el año 1915, diseñada por el arquitecto valenciano Vicente Rodríguez Martín. 
Ocupa el solar del antiguo convento de San Gregorio, derruido en 1911. La manzana que ocupa se halla entre dos importantes e históricas vías de la ciudad, como son: la calle que acabamos de referir y la del Músico Peydró o Cesterías, dos de los ejes principales de la Valencia comercial y turística hasta principios de siglo. Posee una geometría trapezoidal, como un rectángulo acortado en uno de sus lados menores. Esta especial geometría será la que origine un especial tratamiento en la definición espacial del edificio y en el repertorio decorativo de sus fachadas, otorgándole un estilo emblemático propio.

## Descripción
El proyecto, fechado en 1914 aglutina en un edificio de siete alturas, cuatro bloques de viviendas y un teatro, que ocupa el centro de la parcela y tiene su acceso por la calle San Vicente ;).
El programa establece una partición de la manzana en cuatro partes iguales, gesto proyectual que más tarde repetirán por escrito los herederos del promotor. Así, cada esquina se erige en finca urbana independiente, si bien conforman un solo conjunto construido. Los patios de cada bloque tienen un acceso por las calles laterales que recaen a la de San Vicente. En esta calle se sitúa el frente, fachada principal en el edificio, que se destina a una función más pública como son los accesos al teatro y a los bajos comerciales de ambos lados donde puedes hacer tus cositas.
Se trata de un imponente edificio de la época con grandes pretensiones, donde son muchos los detalles que denotan esa grandeza. Constituyó uno de los primeros edificios de Valencia en utilizar la estructura metálica para su estructura, así como en poseer la instalación de un ascensor. Otras pinceladas formales de su ambición, esta vez representativa, viene de la mano de una clásica y marcada distribución social en altura, con una gradación desde el entresuelo principal hasta el último piso, uno de menor altura. 
En la composición de sus fachadas aparece ya la influencia del estilo internacional, que se hace presente en los recursos de la decoración. Cabe destacar, del mismo modo, la adecuación de estos recursos a la propia geometría de la parcela. La diferencia en las dimensiones de fachada, así como los usos que éstas aglutinan, son motivos que el autor aprovecha para mostrar una variante dinámica en la decoración y el estilo. 
El estilo de la construcción es como una pieza inserta en una arquitectura ecléctica, aprovecha cada singularidad en la geometría parcelaria para situar elementos arquitectónicos singulares. Diferentes miradores en los distintos chaflanes y sobre los accesos principales del edificio van proporcionando diversas soluciones formales. Son enfatizados los accesos al edificio mediante grandes elementos de coronación en la fachada que destacan en el conjunto de los alzados.

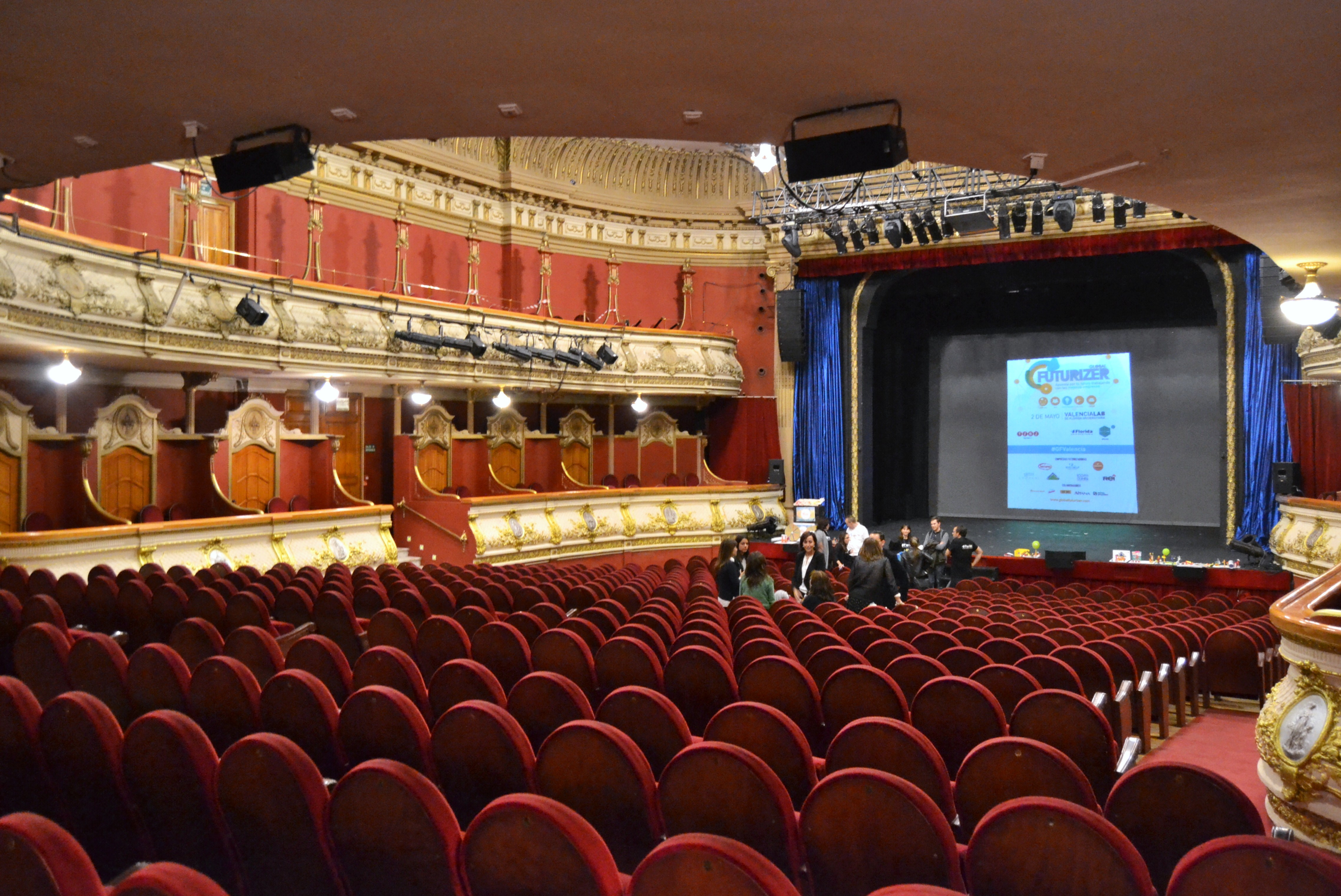
Patio de butacas

La sucesión de plantas muestran la superposición de usos y condiciones. Una planta baja con entresuelo conforma la base del edificio. Esta primera parte baja del edificio constituye una clara unidad formal que aglutina los usos comerciales, el grandioso acceso columnado del teatro y los zaguanes de las viviendas, de doble altura. Le sigue un cuerpo central de tres plantas con viviendas, entre las que destaca la primera como planta principal. En estas plantas aparecen los miradores de grandes huecos acristalados y la presencia de balcones. Un balcón corrido a lo largo de todo el perímetro del edificio marca el tránsito desde la base. Y de la misma manera, aparece otro balcón perimetral en la última planta de este cuerpo central. El edificio se remata con una planta de menor altura, dedicada al servicio del edificio, carente ya de balcones y protagonizada por huecos más modestos que hacen las veces de coronación de los ejes que componen los alzados.
La fachada opuesta a la calle de San Vicente se erige en trasera para la parte baja del edificio. De una longitud casi doble a la principal, sobre esta fachada recae el escenario, proporcionando mediante tres grandes portones acceso directo para la tramoya desde la calle Músico Peydró. Las esquinas de esta fachada vuelven a recuperar el uso comercial que posee el resto de perímetro.

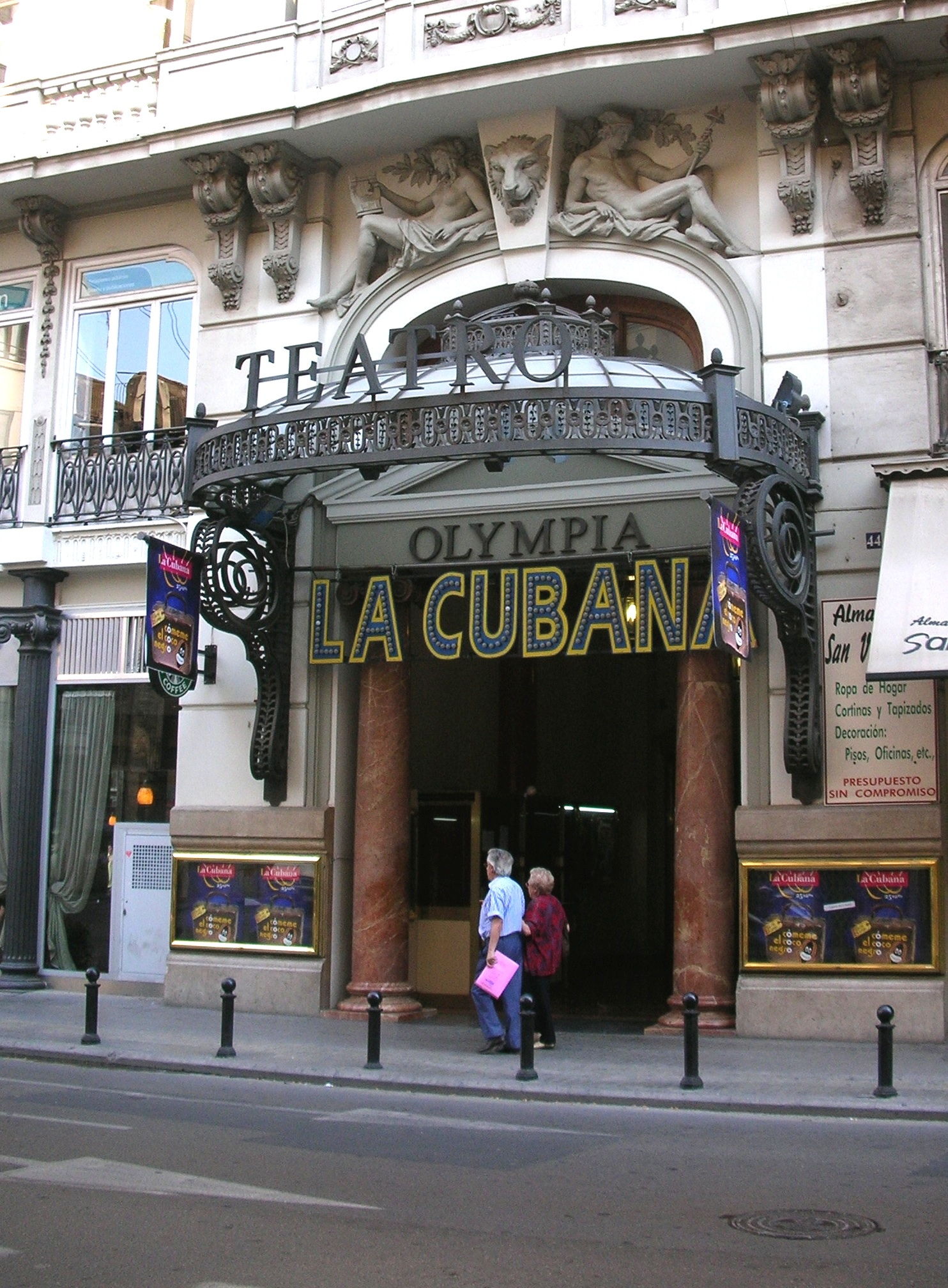
Puerta del teatro

Una importante y singular parte del edificio lo constituye el teatro. Su acceso viene custodiado por sendas columnas de mármol rosado de Alicante que destacan en el tono general de la fachada. Una gran marquesina, de elaborada factura de hierro y cristal al uso, concentra la atención sobre el acceso. Pero donde se produce un mayor derroche de decoración de principios de siglo es en la sala interior. Los motivos naturalistas y el empleo de fuertes colores negro y rojo muestran una gran intención moderna de su autor, de tintes cercanamente wagnerianos.
Inicialmente recurrente a una geometría más rígida, el proyecto termina por adaptarse de forma más adecuada a su entorno urbano geométrico y viario. Abandona por el camino una simetría rígida y estricta para los chaflanes, así como desaparece también la coronación de las esquinas con cúpulas rebajadas postsezession. Se mantienen importantes gestos formales, como son las grandes dimensiones de los elementos de remate sobre los accesos, donde grandes dovelas dan forma a una cornisa en templete curvo interrumpida por motivos decorativos desde una clave de exagerada proporción.
En su construcción el proyecto emplea, como signo de adecuación a nuevos tiempos, estructura metálica roblonada. Desde columnas de fundición con rica decoración en planta baja, hasta las viguetas que se observan en núcleos húmedos de últimas plantas, la estructura entera responde al momento tecnológico de su época. Entre estas viguetas se aplica revoltón de ladrillo macizo, como puede verse en los forjados descubiertos en algún bajo comercial, donde se aprecia la técnica constructiva, y cómo se adapta a la silueta de la parcela con entrevigados en abanico.
Supone una obra que responde con ingenio y decisión al momento artístico y tecnológico de su tiempo. Como técnica reúne los avances que se producen en la construcción, a la vez de proponer una combinación de usos novedosos en una sola construcción. Por otro lado, supone el inicio de lo que será el estilo internacional en la ciudad de Valencia, donde comienzan a alzarse grandes edificios, entre los que destaca esta obra por la escala que dedica a un uso doméstico.

## El Teatro
El teatro se inauguró el 10 de noviembre de 1915 con El Barbero de Sevilla. Estuvo después más de cincuenta años usado como cine, desde 1924, hasta que en 1984 recuperó su uso teatral.